# Невежеколодезное
Неве́жеколодезное — деревня Хмелинецкого сельсовета Задонского района Липецкой области на правом берегу реки Дона. Имеет одну улицу: Донская.

## История и название
Известна с 1837 г. как селение, входившее тогда в приход соседнего села Липовки. В названии ясна вторая часть: от слова колодезь — родник, ключ или небольшой ручей, вытекающий из ключа.

## Население
| 2010 |
| ---- |
| 72   |